# Klonowy Dwór
Klonowy Dwór (niem. Höfen) – wieś w Polsce położona w województwie warmińsko-mazurskim, w powiecie ostródzkim, w gminie Małdyty.
W latach 1975–1998 miejscowość administracyjnie należała do województwa olsztyńskiego.
Wieś wzmiankowana w dokumentach z roku 1493, jako wieś pruska na 14 włókach. Pierwotna nazwa wsi to Hoeffen. W roku 1782 we wsi odnotowano sześć domów (dymów), natomiast w 1858 w pięciu gospodarstwach domowych było 82 mieszkańców. W latach 1937–1939 było 73 mieszkańców. W roku 1973 jako majątek Klonowy Dwór należał do powiatu morąskiego, gmina i poczta Małdyty.
W Klonowym Dworze znajduje się dworek wybudowany w stylu późnoklasycystycznym z 2. Połowy XIX wieku